# Барієві зорі
Ба́рієві зо́рі — зорі, у спектрі яких наявні лінії поглинання барію (Ba II) та інших елементів s-процесу, а також смуги поглинання CH, CN і C2, що характерно для вуглецевих зір. Уперше їх виявили й дали їм визначення американські астрономи Бідельман і Кінан 1951 року. Барієві зорі належать до гігантів спектральних класів G і K.
Спектральні особливості барієвих зір зумовлені їхнім хімічним складом, у якому в 3—10 разів збільшений вміст елементів s-процесу, а відношення C/O трохи менше від одиниці, що ненормально для зір головної послідовності. На діаграмі Герцшпрунга — Рассела барієві зорі розташовані поряд з нормальними гігантами спектральних класів G5 III—K3 III, а також з гарячими вуглецевими зорями. На відміну від барієвих зір у спектрах нормальних гігантів F—G немає вуглецевих смуг поглинання, хоча у барієвих зір такі смуги не настільки сильні, як у гарячих вуглецевих зір. Лінії елементів p-процесу в барієвих зорях також сильніші, ніж у вуглецевих. Подібні до барієвих зір CH-зорі (інша назва — метинові зорі[джерело?]). Відмінність між ними полягає тільки в тому, що вміст металів групи заліза а барієвих зір майже такий, як у Сонця, а в метинових зір — у 10—30 разів менший.
Кінематичні характеристики і вміст легких елементів свідчать про те, що барієві зорі належать до зоряного населення І типу (пласкої складової Галактики). Аналогом барієвих зір серед зоряного населення ІІ типу (кулястої складової Галактики) є CH-зорі.
Існує гіпотеза, що всі барієві зорі є подвійними зоряними системами, другим компонентом яких є білий карлик, що колись скинув частину своєї маси й «забруднив» важкими елементами атмосферу свого супутника — спостережуваної барієвої зорі.

## Приклади
- ζ Козорога
- HR 774
- HR 4474
- β Ворона